# Martinho Abarca de Boléa e Castro

Brasão de armas da Família Abarca da qual fez parte Martinho Abarca de Boléa e Castro

  Martinho Abarca de Boléa e Castro  ou Martín Abarca de Bolea y Castro (1550 — 1600) foi Conde de Almunias, Barão de Torres, de Clamosa, de Siétamo e de Rodellar.
Foi filho do Vice-chanceler D. Bernardo e de sua esposa D. Jerónima de Castro e de Pinós. Casou-se com D. Ana Fernández de Heredia e de Hijar, filha esta do Conde de Fuentes, D. Pedro Henriquez d'Azevedo y Toledo.
Deste casamento veio a nascer a escritora e poetisa D. Ana Francisca Abarca de Bolea.
Ainda muito jovem D. Martinho esteve ao serviço de  Ana de Áustria para dai seguir uma carreira militar. Em 1577 foi encarregue do alistamento dos soldados e do apetrechamento dos mesmos no reino de Aragão.
Foi vice-chanceler de Carlos V e de Filipe II.
Praticou vários géneros literários e vez grandes trabalhos como humanista na difusão e conhecimento dos clássicos. Também foi um grade admirador de antiguidades e um apreciador de numismática. Ficou também conhecido pelas suas actividades como mecenas.
Como literato espanhol, exerceu a sua actividade literária em Aragão, onde escrever várias obras em castelhano.